# Panmah Muztagh

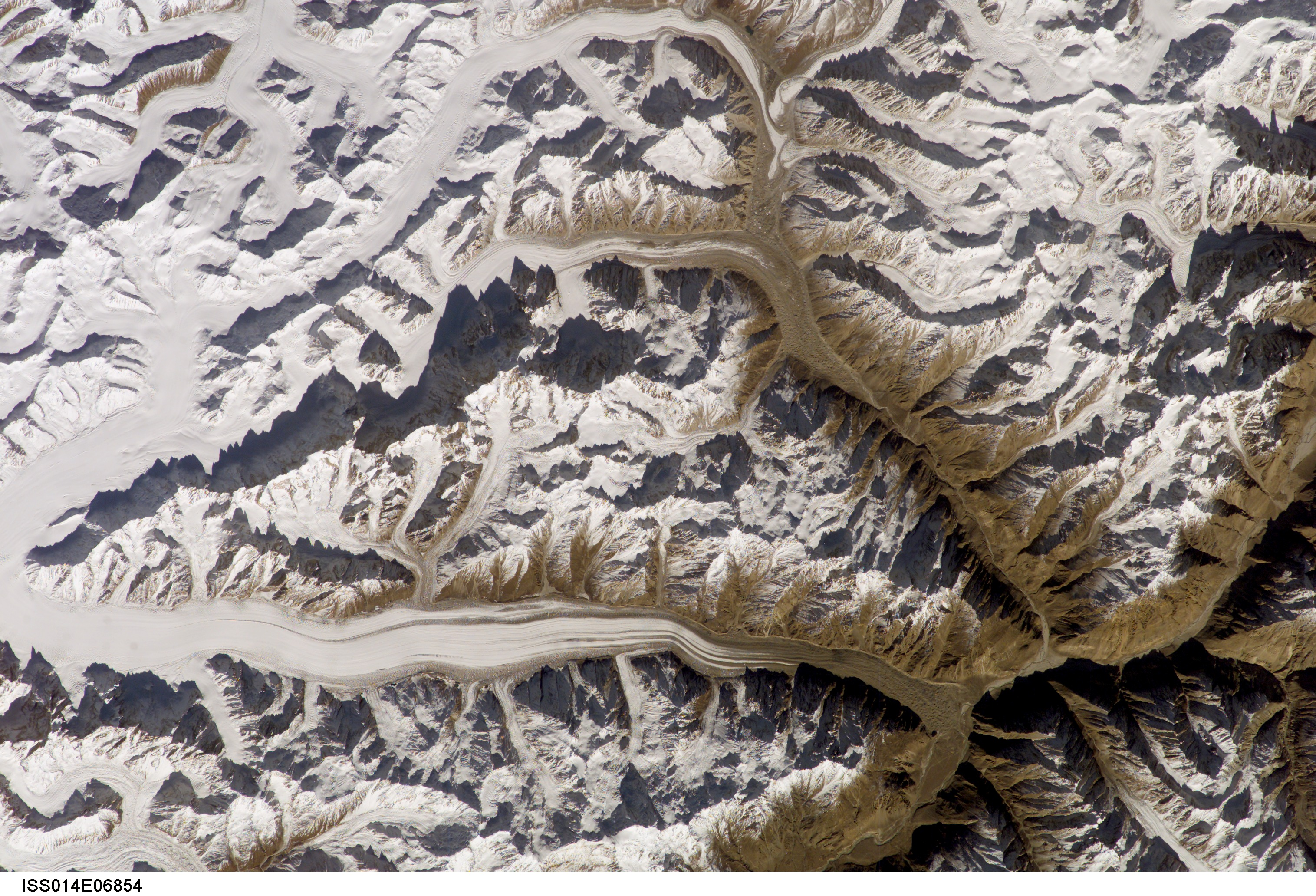
Panmah Muztagh, Grupa Latok Group (w środku) i Ogre (po lewej)

Panmah Muztagh to grupa górska w łańcuchu Karakorum. Leży w Baltistanie, dystrykcie północnego Pakistanu. Szczyty tej grupy nie są zbyt wysokie jak na Karakorum, ale za to maja przeważnie bardzo spiczasty kształt. Dobrym tego przykładem jest najwyższy szczyt grupy Baintha Brakk, który bardzo trudno zdobyć; do tej pory zanotowano tylko 2 udane wejścia.
Panmah Muztagh leży w sercu Karakorum, na północny zachód od Baltoro Muztagh i południowy wschód od Hispar Muztagh.
Najwyższe szczyty:
- Baintha Brakk         7285
- Latok I               7151
- Latok II	            7108
- Latok III             6949